# Lobivia pugionacantha
Lobivia pugionacantha ist eine Pflanzenart aus der Gattung Echinopsis in der Familie der Kakteengewächse (Cactaceae). Das Artepitheton pugionacantha leitet sich vom lateinischen Wort pugio für ‚Dolch‘ sowie dem griechischen Wort akantha für ‚Dorn‘ ab.

## Beschreibung
Lobivia pugionacantha wächst in der Regel einzeln, bildet jedoch gelegentlich auch Gruppen. Die kugelförmigen bis eiförmigen, trüb graugrünen Triebe erreichen bei Durchmessern von bis zu 4,5 Zentimetern Wuchshöhen von 8 bis 15 Zentimetern. Die Triebe bilden eine lange Pfahlwurzel aus. Es sind etwa 17 Rippen vorhanden. Die vier bis sieben, sehr variablen, hellgelben Dornen sind manchmal dolchartig. Sie sind seitwärts gerichtet und weisen eine Länge von bis zu 2,5 Zentimeter – oder mehr – auf.
Die trichterförmigen, duftenden Blüten öffnen sich am Tag. Sie sind gelb bis rosafarben oder orangerot. Die Blüten werden bis zu 4,5 Zentimeter lang und weisen ebensolche Durchmesser auf. Die kugelförmigen Früchte sind halbtrocken und reißen auf.

## Verbreitung, Systematik und Gefährdung
Lobivia pugionacantha ist in den bolivianischen Departamentos Cochabamba, Chuquisaca, Potosí, Tarija und möglicherweise La Paz sowie der argentinischen Provinz Jujuy in Höhenlagen von 3500 bis 4000 Metern verbreitet.
Die Erstbeschreibung als Echinopsis pugionacantha wurde 1931 durch Joseph Nelson Rose und Friedrich Bödeker veröffentlicht. Curt Backeberg stellte die Art 1936 in die Gattung Lobivia.
Es werden folgende Unterarten unterschieden:
- Lobivia pugionacantha subsp. pugionacantha
- Lobivia pugionacantha subsp. haemantha (Rausch) Guiggi
- Lobivia pugionacantha subsp. rossii (Boed.) Guiggi

In der Roten Liste gefährdeter Arten der IUCN wird die Art als „Least Concern (LC)“, d. h. als nicht gefährdet geführt.

## Nachweise